# 이스타나 메르데카

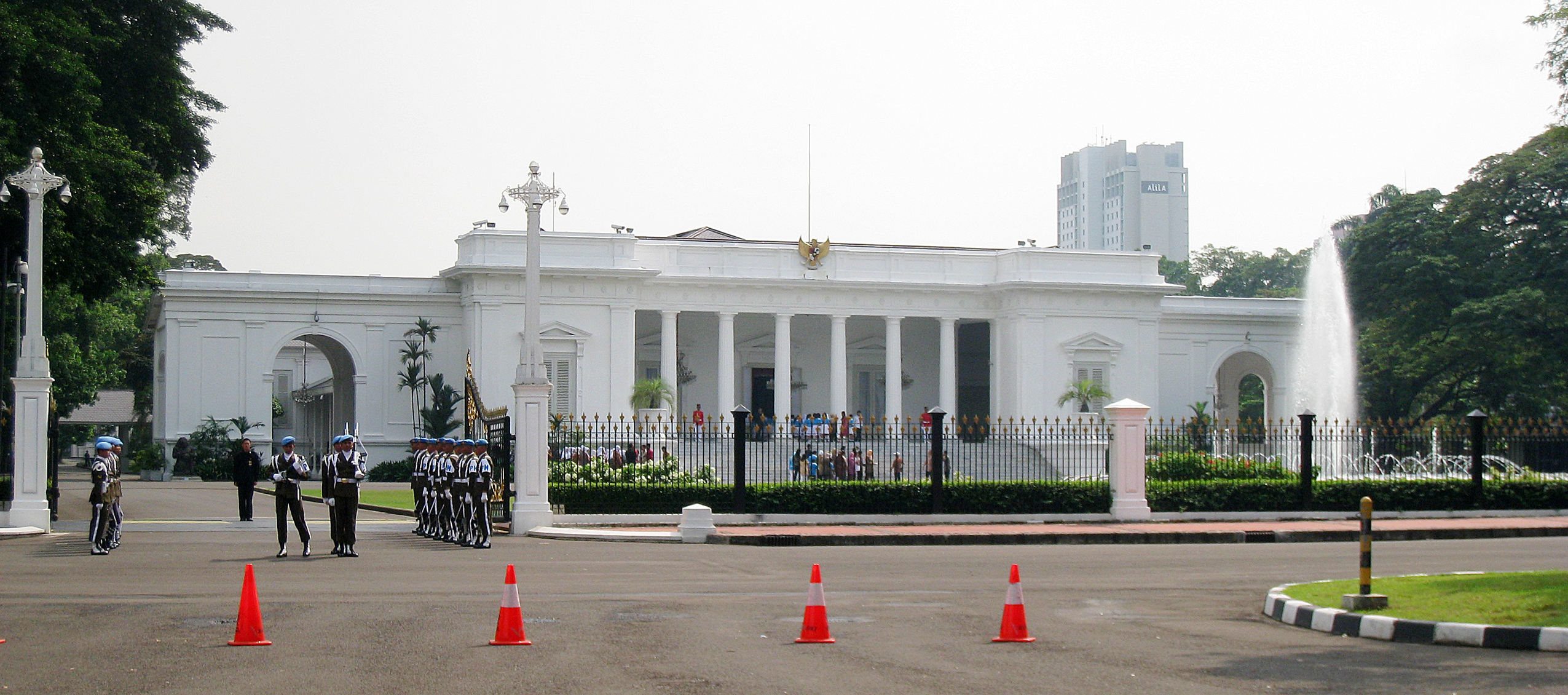

이스타나 메르데카(Istana Merdeka) 또는 대통령궁은 인도네시아의 6개의 대통령 궁들 가운데 하나이다. 인도네시아 중앙자카르타 므르데카 광장의 북쪽에 위치해 있다.
이 궁은 1942년까지 화란 총독에 의해 사용되다 독립 후 대통령의 공관으로 사용되었다. 네덜란드 지배당시 총독부의 궁전이었으나 지금은 외국에서 오는 국빈을 대접하는 파티 등에 사용되고 있으며, 해마다 독립기념일인 8월 17일, 궁전앞 뜰에서 기념식이 성대하게 개최된다. 이 건물은 전체가 흰색으로 되어 있으며 밤이 되면 건물에 불이 밝혀져 한층 더 아름답게 보인다. 또한 1994년 APEC회의를 이곳에서 개최하였으며, 특히 아름다운 건축양식과 정원이 자랑이며 정원내의 방목된 사슴들은 한폭의 그림같다.

## 같이 보기
- 보고르 궁전
- 관저